# Diodebrokobling
En diodebrokobling, diodebro, Graetz-kobling, helbølgeensretter, broensretter eller ensretterbro er et elektronisk kredsløb som ensretter begge halvperioder af en vekselstrøm. Diodebroen bruges ofte i strømforsyninger der omformer vekselstrømmen fra f.eks. en transformator, til en jævnstrøm ved konstant spænding.

## Sådan virker en diodebro
Den består af 4 dioder, koblet sammen som vist på diagrammet til højre.
Med vekselspænding på terminalerne "a" og "b", skifter disse to terminaler elektrisk polaritet med regelmæssige mellemrum (illustreret på oscillogrammet til venstre):
- I de halvperioder hvor det elektriske potential på terminal a er højere end potentialet på terminal b, vil dioden D2 lede strømmen frem til modstanden, mens D3 leder strømmen tilbage til terminal b.
- I de mellemliggende halvperioder, hvor potentialet på terminal b er højere end potentialet på a, leder D4 strømmen frem til modstanden, mens D1 leder strømmen tilbage til terminal a.

Slutresultatet er, at hver anden halvbølge skifter polaritet, så alle halvbølger har samme polaritet. Ved hjælp af yderligere "hjælpekredsløb" kan denne dobbeltensrettede vekselstrøm omformes til en jævnstrøm: Kobler man f.eks. en tilpas stor elektrisk kondensator hen over modstanden, vil kondensatoren "opsamle" elektrisk energi mens de ensrettede halvbølger "topper", og aflevere energien igen i de "mellemrum" der er mellem halvbølgerne.

## Diodebroer i praksis.
Om end man udmærket kan realisere denne dobbeltensrettende diodebro ved hjælp af fire diskrete dioder (de små komponenter med to tilledninger på billedet til højre), fremstiller og anvender man også komponenter med fire dioder til store strømme (typisk en ampere eller mere), bygget sammen til en "færdiglavet" diodebro i et fælles "hus" – et eksempel på dette er den sorte "blok" med fire tilledninger der er vist på billedet.

Bemærk symbolerne ved tilledningerne: Vekselspændingen tilsluttes de to midterste af de fire terminaler, mens den ensrettede spænding tages ud ved terminalerne mærket "+" og "−".